# Rio de Janeiro Challenger 1980
Il Rio de Janeiro Challenger 1980 è stato un torneo di tennis facente parte della categoria ATP Challenger Series nell'ambito dell'ATP Challenger Series 1980. Il torneo si è giocato a Rio de Janeiro in Brasile dal 18 al 24 agosto 1980 su campi in terra rossa.

## Vincitori

### Singolare
Carlos Kirmayr ha battuto in finale  Carlos Lando con il punteggio di 6–4, 6–0

### Doppio
Ricardo Cano /  Cássio Motta hanno battuto in finale  Alejandro Ganzábal /  Gustavo Guerrero con il punteggio di 6–4, 6–4